# 1824 Haworth
Haworth (asteróide 1824) é um asteróide da cintura principal, a 2,7768793 UA. Possui uma excentricidade de 0,0381342 e um período orbital de 1 791,67 dias (4,91 anos).
Haworth tem uma velocidade orbital média de 17,52957901 km/s e uma inclinação de 1,93095º.
Esse asteróide foi descoberto em 30 de Março de 1952 por Goethe Link Obs..